# 恩豐
恩豐（约1868年—1930年），子希臣、席臣，富察氏，滿洲鑲黃旗人，清朝政治人物、進士出身。

## 生平
光绪十五年（1889）己丑科文舉人，光緒十八年（1892年），参加光緒壬辰科殿試，登進士二甲126名。同年五月，以主事分部学习。历任工部主事、總理衙門章京、外務部員外郎。民國初年遷稅務處委員，歷充股長。
辑《八旗丛书》28册（其中第二十六册，马长海《雷溪草堂诗》；第二十七册，宗室敦敏（胞弟敦誠）《懋斋诗钞》。有2012年现代版）。鈐印“富察恩豐席臣藏書”。曾收藏进士秀堃的《只自怡悅詩鈔》（据柯愈春《清人詩文集總目提要》）。

## 家庭
- 父道光三十年（1850年）庚戌科三甲进士恒林 (道光进士)。